# Chimpanzés (film, 2012)
Pour les articles homonymes, voir Chimpanzé (homonymie).
Pour plus de détails, voir Fiche technique et Distribution.
Chimpanzés (Chimpanzee) est un documentaire américain réalisé par Mark Linfield et Alastair Fothergill en 2012 et produit par Disneynature.
La première mondiale du film a eu lieu le 20 avril 2012 au cinéma AMC Theatres de Downtown Disney à Orlando en Floride avec Jane Goodall.

## Synopsis
Oscar est un bébé chimpanzé qui vit au sein d'un clan avec sa mère. Cette dernière l'élève amoureusement dans une forêt équatoriale. Au sein du clan, il apprend les règles de vie, mais aussi les besoins essentiels. La nourriture notamment. Le groupe de singes s'aventure un peu plus dans la forêt, jusqu'à atteindre les terres d'un clan rival. Ces intrusions ne plaisent pas aux habitants des lieux, et bientôt une guerre fratricide se déclare. Pendant ce conflit, toujours violent, la mère d'Oscar est portée disparue. Désormais seul, il sera vite condamné s'il ne trouve pas une autre famille d'adoption.

## Production
Le film a été produit par Disneynature et réalisé par Alastair Fothergill et Mark Linfield. Il s’agit du sixième documentaire sur la nature publié sous le label Disneynature, après Earth, The Crimson Wing : Mystery of the Flamingos, Oceans, Wings of Life et African Cats.
La réalisation du film a duré plus de quatre ans, en raison des difficultés de tournage dans le parc national de Taï, situé en Côte d'Ivoire, pendant la saison des pluies et de capture d’images utilisables de chimpanzés communs, une espèce connue pour sa réclusion à l’activité humaine. « Oscar » est interprété par plusieurs chimpanzés dans le film. 
Bien que des études suggèrent que les chimpanzés sont capables de commettre des actes d’altruisme, l’adoption d’Oscar est le premier exemple d’une telle action de l’espèce à être documenté sur film.

### Musique
Les sœurs McClain ont écrit et interprété la chanson « Rise » pour être présentée comme chanson du générique de fin de Chimpanzee. La chanson est sortie sur iTunes le 23 mars 2012. Sa sortie était en soutien à Disney’s Friends for Change.

## Fiche technique
- Titre original : Chimpanzee
- Titre français : Chimpanzés
- Réalisation : Alastair Fothergill et Mark Linfield
- Producteurs : Alix Tidmarsh et Keith Scholey
- Montage : Andy Netley
- Musique : Nicholas Hooper
- Société de production : Great Ape Productions
- Société de distribution : Disneynature
- Durée : 78 minutes
- Langue : anglais
- Dates de sortie :
  - États-Unis : 20 avril 2012
  - France : 20 février 2013

## Distribution
- Tim Allen (V.F. : Ary Abittan ; V. Q. : Alexandre Fortin) : Narrateur